# CMX

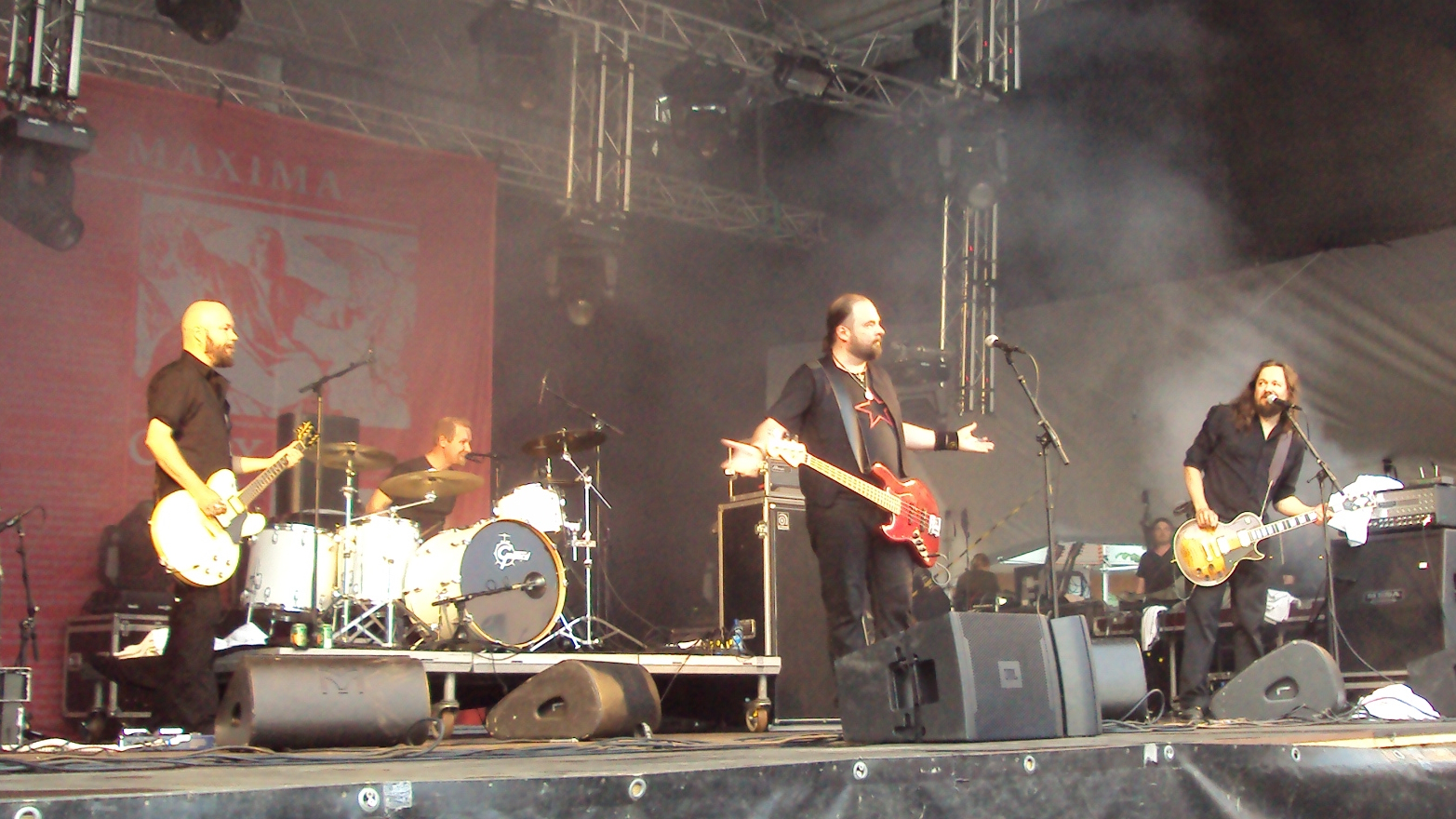
CMX på Suomi Pop festival 2011.

CMX är ett finskt rockband. Det grundades 1985 i Torneå. Bandets frontman är sångaren A.W. Yrjänä. Deras första spelning var i Haparanda i Sverige.